# Heta-uma
Heta-uma  (ヘタウマ o ヘタうま?) è una corrente artistica giapponese nata nell'ambiente dei manga anticonformisti sulle pagine del magazine mensile antologico Garo nella seconda metà degli anni settanta. Le parole heta e uma significano rispettivamente poco abile e abile o anche scarso ed eccellente, in definitiva un’unione di “alto” e “basso”. Il termine  è un'abbreviazione gergale di: "A prima vista Sembra brutto ma in realtà è bello in modo maldestro" (一見ヘタのようだが実はウマい?, Ikken heta no yōdaga jitsuwa umai) . Il contrasto estetico è voluto, ribelle e provocatorio. Il tratto del disegno rimane infantile, volutamente sgraziato ed essenzialmente ironico. Lo stile nasce sotto l'impulso Teruhiko Yumura, noto con molti pseudonimi tra cui King Terry, un vero pioniere, che negli anni '70 si ribella alla ricerca della perfezione e all'estetica fossilizzata della cultura giapponese tradizionale.
(Teruhiko Yumura, Lettera ai lettori in Ketteihan Hetauma Daizenshū (決定版ヘタうま大全集?))

Nel 1986 l'editore Seibundo-Shinkosha (誠文堂新光社?) pubblica un manuale in cui Yumura dispensa insegnamenti per gli aspiranti artisti su come disegnare quasi tutto nel suo stile unico: veicoli, animali, volti, scene di combattimento , scene di sesso.  Il volume, già dalla lettera ai lettori, si prefigura come un vero e proprio manifesto heta-uma , rimanendo tutt’oggi unico nel suo genere . Il testo è stato ripubblicato in versione ampliata e definitiva nel 2005 con il titolo Ketteihan Hetauma Daizenshū (決定版ヘタうま大全集?).
Oltre a riflettere i mutevoli costumi culturali del periodo, il movimento heta-uma ha permesso a molti artisti di esprimere sofferenza e conflitti profondi attraverso le loro opere. Essendo una corrente artistica costruita sul rifiuto delle convenzioni stabilite, la comunicazione idiosincratica e la sperimentazione nelle opere diventano comuni ma sempre con ricchi e variegati codici densi, intensi, inquietanti e disturbati.
(Imiri Sakabashira  dichiarazione raccolta da Paul Gravett in Heta-uma & Mangaro)
Tra il 2014 e il 2015 la doppia mostra, curata da Pakito Bolino e Ayumi Nakayama, Heta-uma al Miam (Musée International des Arts Modestes) a Sète e Mangaro presso il "Friche la Belle de Mai" a Marsiglia, raccoglie un grande numero di artisti giapponesi ascrivibili alla corrente.
(Hervé Di Rosa)

## Autori[3]
- Teruhiko Yumura (湯村 輝彦?)
- Yoshikazu Ebisu (蛭子能収?)
- Imiri Sakabashira (逆柱 いみり?)
- Yusaku Hanakuma (花くまゆうさく?)
- Makoto Aida (会田 誠?)
- Nekojiru (ねこぢる?)

- Takashi Nemoto (ねもと たかし?)
- Jiro Ishikawa (石川次郎?)
- Keiichi Tanaami (田名網 敬?)
- Yuka Goto (後藤友香?)
- Kanako Inuki (犬木加奈子?)
- Motohiro Hayakawa (早川モトヒロ?)

- Kosuke Kawamura (河村康輔?)
- Hideyasu Moto (本秀康?)
- Suehiro Maruo (丸尾 末広?)
- Shintarō Kago (駕籠 真太郎?) in parte
- Mimiyo Tomozawa (友沢ミミヨ?)
- Suzy Amakane (スージー甘金?)
- Muddy Wehara (マディ上原?)